# Phaetoncalliax
Phaetoncalliax is een geslacht van kreeftachtigen uit de klasse van de Malacostraca (hogere kreeftachtigen).

## Soort
- Phaetoncalliax mauritana Sakai, Türkay, Beuck & Freiwald, 2015